# Luperus klimenkoi
Luperus klimenkoi là một loài bọ cánh cứng trong họ Chrysomelidae. Loài này được Romantsov miêu tả khoa học năm 2004.